# Jean Pateau
Jean Pateau (ur. 1969) – francuski benedyktyn, opat klasztoru Matki Bożej w Fontgombault.

## Życiorys
Urodził się w 1969 roku.
W 1990 roku wstąpił do zakonu benedyktynów, gdzie w 2011 roku został wybrany opatem.
W latach 2013–2016 był administratorem opactwa św. Pawła w Wisques, które zostało przejęte przez mnichów z Fontgombault.
Uczestniczy w tradycjonalistycznych pielgrzymkach: z Paryża do Chartres, jak i międzynarodowej Summorum Pontificum do Rzymu.